# Apátvarasd
Apátvarasd (hongrois : Apátvarasd [ˈɒpaːtvɒrɒʃd] ; allemand : Warasch ; croate : Varažda) est une localité hongroise située dans le comitat de Baranya.

## Histoire
À l'est du village, près de l'Arany-hegy, passait autrefois une voie romaine, témoignant de l'ancienneté des routes de communication dans la région.
La première mention d'Apátvarasd remonte à 1015, lorsqu'elle fut donnée à l'abbaye de Pécsvárad par le roi Étienne, comme le stipule la charte de fondation du monastère. Un autre document de 1220 mentionne la localité sous le nom de Vorost. Ce village hongrois médiéval fut entièrement détruit pendant l'occupation ottomane, et ce n'est qu'après l'expulsion des Turcs que des colons souabes vinrent le repeupler.
Au début du XXe siècle, la démographie de la localité était fortement influencée par la présence germanophone. En 1930, on y dénombrait 8 habitants hongrois contre 329 habitants allemands. Toutefois, après la Seconde Guerre mondiale, la majorité des Allemands furent expulsés, modifiant profondément la structure démographique. En 1970, la population était composée de 236 Hongrois et 70 Allemands.
Dans la première moitié des années 1950, la localité fut le site de construction du viaduc de la vallée de Varasd, le plus grand pont en arc en béton armé de Hongrie, marquant un jalon important dans l'infrastructure du pays.
Malgré son ancienneté, Apátvarasd ne possède pas de blason officiel. En revanche, l'histoire du village a été retranscrite sous forme de document manuscrit par József Klug. Ce texte, rédigé sur un grand parchemin, est exposé au bâtiment de la mairie, où les habitants et visiteurs peuvent le consulter.

## Population

### Minorités culturelles et religieuses
Lors du recensement de 2011, la population d'Apátvarasd se déclarait à 80,6 % hongroise, 0,8 % rom et 4 % allemande (18,5 % n'ont pas répondu ; en raison des identités multiples, le total peut dépasser 100 %). En matière d'appartenance religieuse, 37,9 % se déclaraient catholiques romains, 1,6 % réformés, tandis que 17,7 % affirmaient ne pas appartenir à une confession (42,7 % n'ont pas répondu).
En 2022, 88,7 % des habitants se sont déclarés hongrois, tandis que 1,7 % se revendiquaient allemands et 1,7 % appartenaient à une autre nationalité étrangère non précisée (11,3 % n'ont pas répondu). Concernant l'appartenance religieuse, 21,7 % étaient catholiques romains, 2,6 % grecs-catholiques, 2,6 % autres catholiques, tandis que 29,6 % se déclaraient sans confession (43,5 % n'ont pas répondu).

## Équipements

### Réseaux extra-urbains
Apátvarasd est située à 9 kilomètres au nord-est de Pécsvárad. Elle est entourée par les localités de Mecseknádasd au nord, Erdősmecske à l'est, Lovászhetény au sud et Zengővárkony à l'ouest.
C'est une localité en cul-de-sac, accessible uniquement par une seule voie routière. Elle est reliée au réseau routier national par la route secondaire 56 128, qui se détache de la route principale 6 entre Mecseknádasd et Zengővárkony. À l'ouest, la limite de la commune est également frôlée par la route 5613, qui correspond à l'ancien tracé de la route 6 à travers le massif du Mecsek.

## Patrimoine local
Apátvarasd possède plusieurs éléments de patrimoine dignes d'intérêt.
Parmi eux figure une maison paysanne souabe, classée monument historique, témoignant de l'architecture traditionnelle de la communauté germanophone qui s'est installée dans la région après la période ottomane.
Un autre site remarquable est le viaduc de la vallée de Varasd, le plus grand pont en arc en béton armé de Hongrie, construit dans les années 1950. Ce pont constitue un ouvrage d'ingénierie impressionnant et un élément marquant du paysage local.